# DRASTIC MERMAID
「DRASTIC MERMAID」（ドラスティック マーメイド）は1994年8月19日にリリースされたaccessの9thシングル。発売元はファンハウス。

## 概要
自己最高の28.4万枚のセールスを記録。通称"三部作"シリーズ第1弾としてリリースされ、3枚のシングルジャケットの裏面を並べると1枚の大きな写真となる。また、カップリング曲の「SEQUENCE MEDITATION 〜超電導思考回路〜」は、各シングルに1つの楽章が収録され、3枚のシングルを揃えることで楽曲が完成する。
この作品からクレジット上では初めて「朝霧遥」名義で井上秋緒が作詞を手掛けている（ただし、実際には2ndアルバム『ACCESS II』以降、複数の楽曲の作詞を井上が手掛けている事がJASRAC公式サイトより確認できる）。
SCAPEGOAT3（浅倉大介、貴水博之とレコーディング・エンジニア大里正毅によるユニット）がリミックスを手掛け、同年8月25日に2ndリミックスシングル「DRASTIC MERMAID Re-SYNC STYLE」としてリリース。7.8万枚のセールスを記録した。
また、タイトル曲はLAZY KNACKがミニアルバム『FLASH』にてカバーしている。

## 収録曲
※カッコ（）内は、JASRAC作品データベース検索サービスに登録されている作者
1. DRASTIC MERMAID
  - 作詞：朝霧遥　作曲/編曲：AXS （作曲：浅倉大介）
2. SEQUENCE MEDITATION 〜超電導思考回路〜 第一楽章 覚醒
  - 作曲/編曲：浅倉大介
3. SWEET SILENCE (Instrumental Mix)
  - 作詞/作曲/編曲：AXS （作詞：井上秋緒、作曲：浅倉大介）

## DRASTIC MERMAID Re-SYNC STYLE
「DRASTIC MERMAID Re-SYNC STYLE 」（ドラスティック マーメイド リシンク スタイル）は1994年8月25日にリリースされたaccessの2ndリミックスシングル。発売元はファンハウス。

### 収録曲
1. DRASTIC MERMAID (ORIGINAL 7")
  - 作詞：朝霧遥　作曲/編曲：AXS
2. DRASTIC MERMAID (SUGAR BREEZE Re-SYNC STYLE)
  - Remixed by SCAPEGOAT3
3. DRASTIC MERMAID (BOY WILL BE MERMAID Re-SYNC STYLE)
  - Remixed by SCAPEGOAT3
4. DRASTIC MERMAID (ATOMIC COASTER Re-SYNC STYLE)
  - Remixed by SCAPEGOAT3